# Marcos Magalhães
Marcos Magalhães é um realizador brasileiro, nascido em 20 de dezembro de 1958.
Marcos Magalhães é autor de diversos curtas-metragens em animação, entre os quais Meow!, ganhador do Prêmio Especial do Júri no Festival de Cannes de 1982 e Animando, filmado no National Film Board of Canada em 1983. Este último recebeu o Prêmio de Melhor Filme Didático no Festival de Espinho, Portugal, e até hoje é frequentemente exibido em programas de TV, escolas e cursos de animação do mundo inteiro.
Em 1985, Marcos Magalhães participou de um acordo de cooperação Brasil-Canadá com duração de dois anos, no qual foi responsável pela implantação do primeiro curso profissional de animação realizado no Brasil. Em 1986, coordenou o projeto Planeta Terra, filme coletivo realizado por trinta animadores brasileiros para o Ano Internacional da Paz da ONU.
Entre 1990 e 1995, acompanhou o processo criativo de Fernando Diniz, artista diagnosticado com esquizofrenia e um dos expoentes do Museu de Imagens do Inconsciente. O resultado foi o filme Estrela de Oito Pontas, animado por Fernando, com coordenação de Marcos, produção de Cláudia Bolshaw e com o apoio da Bolsa Vitae de Artes. O filme ganhou de três prêmios Kikito no Festival de Gramado de 1996 e Melhor Animação no Festival de Havana, em 1996.
É o criador e animador do ratinho de massinha do programa de TV Castelo Rá-Tim-Bum, com música de Hélio Ziskind.
Em 1998/99 realizou, como artista-visitante na Divisão de Animação e Artes Digitais da University of Southern California em Los Angeles, o filme DoiS, que combina animação direta na película com computação gráfica 3D.
Em 2002, Marcos foi bolsista da John Simon Guggenheim Foundation, com o projeto Dar Alma, sobre a realização de filmes de animação por não-profissionais.
É professor de Cinema de Animação no curso de graduação em Design desde 2002 e coordenador do curso de pós-graduação em Animação desde 2004, na Pontifícia Universidade Católica do Rio de Janeiro (PUC-Rio). Em 2007, conclui o curta HOMEM ESTÁTUA, com a técnica inédita de animação de desenhos de modelo vivo.
Marcos é um dos fundadores e diretores do Anima Mundi, Festival Internacional de Animação do Brasil, criado em 1993 e ainda um dos cinco principais eventos de animação no mundo.

## Filmografia
- Animando, curta metragem, Canadá/Brasil (1982)